# Alexander Schuck
Pour les articles homonymes, voir Schuck.
Alexander Schuck, né le 18 mai 1957 à Leipzig, est un céiste est-allemand. 

## Biographie
Avec Olaf Heukrodt, Alexander Schuck est champion du monde de canoë biplace en course en ligne 1 000 mètres aux Mondiaux de 1983. Aux Championnats du monde 1985, il est médaillé d'argent dans la même discipline, toujours avec Olaf Heukrodt.
Il participe avec Thomas Zereske aux Jeux olympiques d'été de 1988 se tenant à Séoul et se classe cinquième en C2 500 mètres.
Alexander Schuck est marié à la nageuse Silke Hörner.